# Családfakutatás
A családfakutatás a genealógia részterülete. Célja egy kiválasztott személy rokoni kapcsolatainak feltárása, más rokoni vonalaktól történő elkülönítése s ezek bemutatása. 

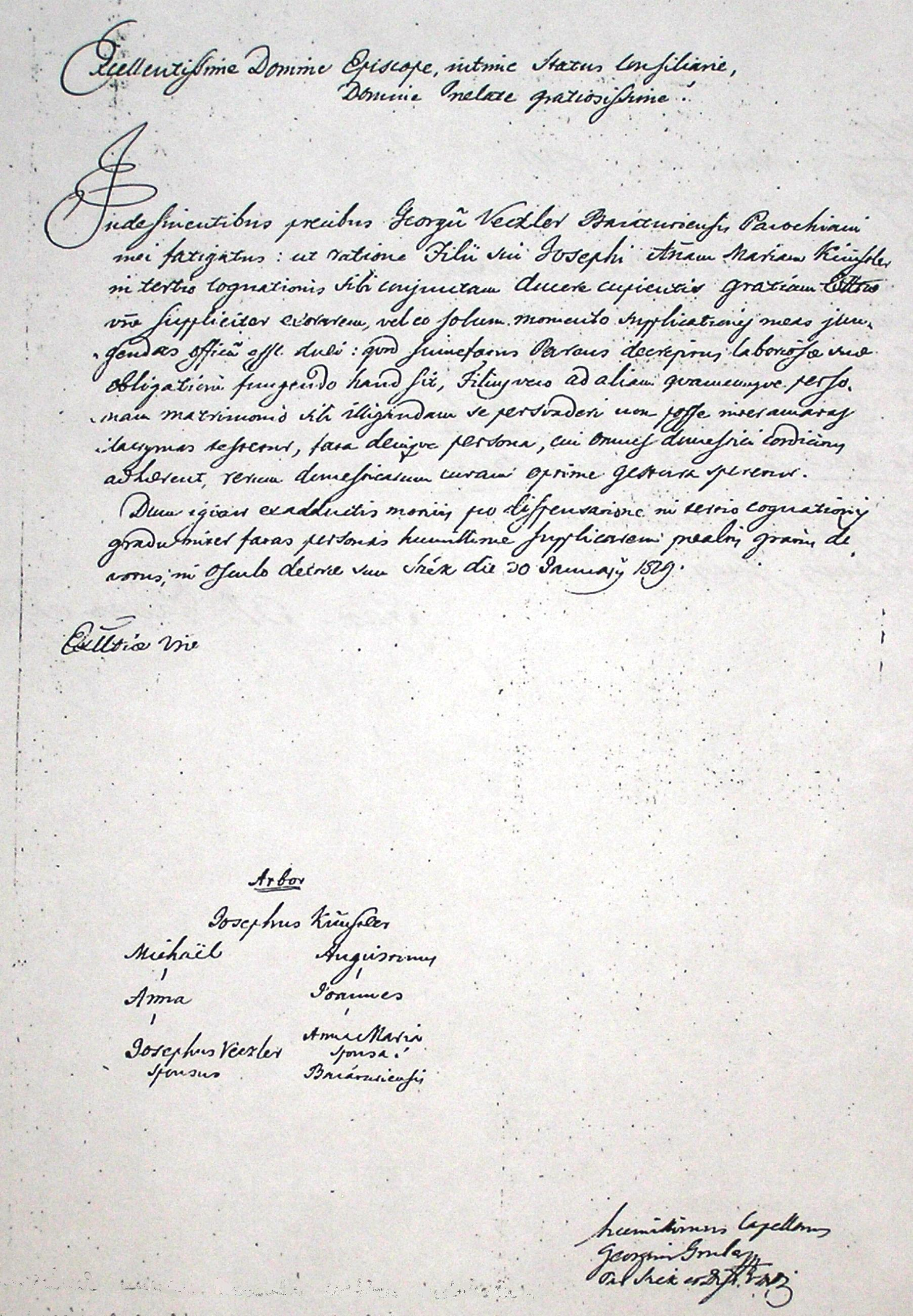
Arbor consanguinitatis 1829

 A genealógia nem önálló diszciplína, így nem alakultak ki a családfakutatás és -publikálás tartalmi és alaki feltételeit rögzítő protokollok sem, s emiatt nehéz elvárásokat megfogalmazni egy kutatási végeredménnyel kapcsolatban. Ez egyfelől megnehezíti a kutatások eredményeinek összehasonlítását, bizalmatlanságot szül a kutatást vállaló szervezetekkel szemben, ad absurdum vita tárgyává degradálja a kutatási eredmény fogalmát. Másfelől a tudományos kritika hiánya, a szabálynélküliség határtalan kreativitást enged a kutatóknak a lemenők és utódok bemutatására.

## Alkalmazása
Eredményei sok területen felhasználhatók, kihatnak a kutatás és publikálás idő- és térbeli határaira, precizitására, tartalmára, formájára, szerkezetére. Általában rokonság, rokonsági fok megállapítása, örökösödési-vagyonjogi pereskedés, nemesi származás, nemzetiségi-vallási hova (nem) tartozás igazolása, hiúság, históriai tábla készítése nevezetes személy származásának vagy utódának bemutatása, birtok- vagy helytörténet feltárása, orvos-genetikai vizsgálat, néprajzi kutatás, vagy egyszerűen csak a (családi) múlt iránti érdeklődés.
A kutatási erőfeszítések iránya lehet vertikális vagy horizontális. Előbbi esetben cél a családtörténet időtengelyén minél mélyebbre jutva az elérhető összes nemzedék legalább egy képviselőjét felkutatni. Utóbbi esetben a cél az egyes nemzedékek teljességben történő bemutatása mind a személyek száma, mind a róluk összegyűjthető adatok tekintetében.
A családfakutatást szélsőséges politikai hatalmak képviselői nemtelen célokra is felhasználták, amikor annak eszközeivel igazoltak vagy éppen nem igazoltak nemzetiségi-etnikai-vallási hovatartozást, következményesen vagyonelkobzásba, megbélyegzésbe, száműzetésbe, rabságba vagy a halálba kergetve az érintetteket. 

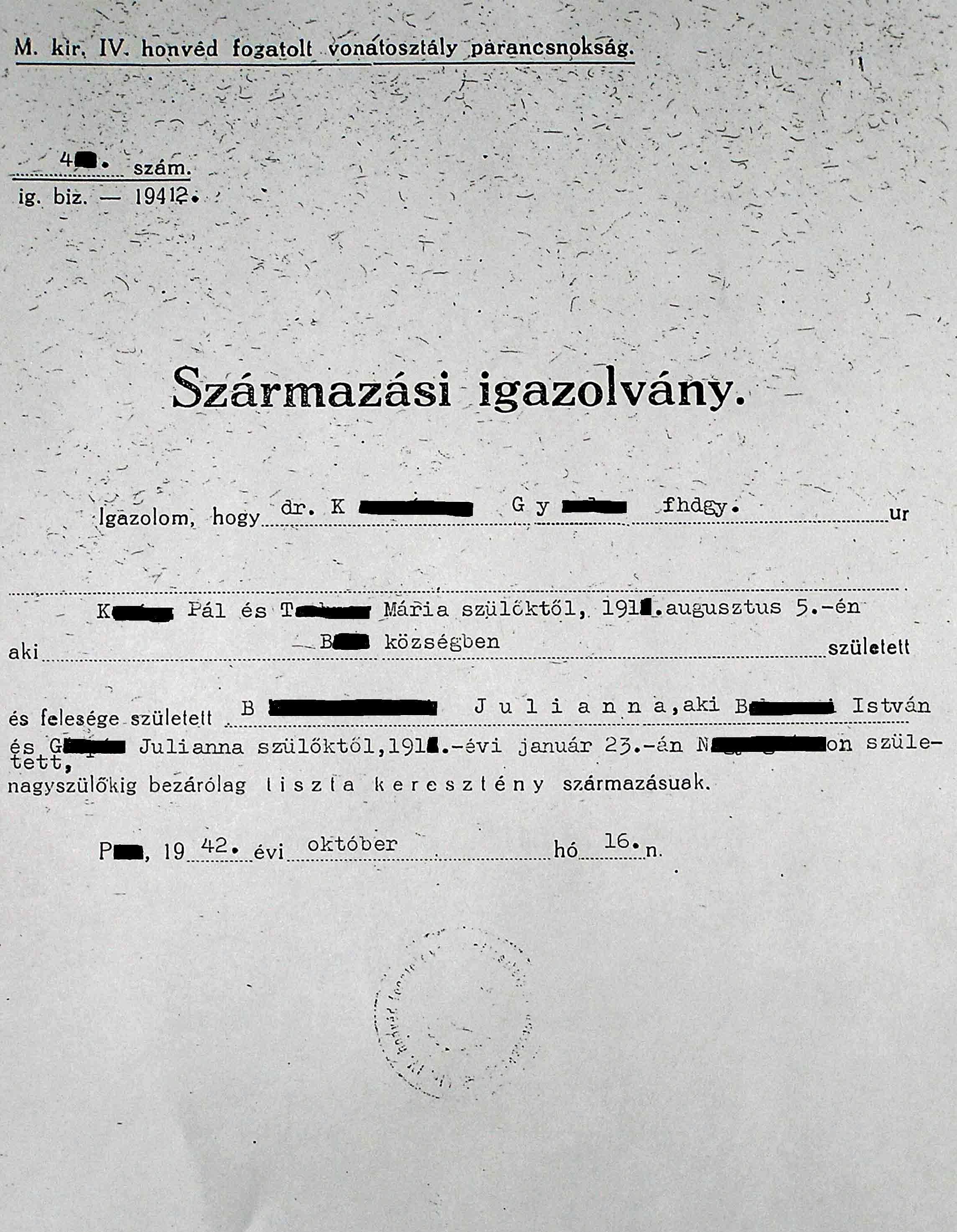
Származási igazolvány 1941-ből

Az ideológiai alapú ellenszenven és az érdektelenségen kívül bizalmatlanságot szül a családfakutatással szemben:
- ha a rokoni vérvonal folytonossága feltételezésen alapszik, azaz nincs generációról generációra mutató közhiteles okirattal bizonyítva a rokoni kapcsolat
- annak lehetősége, hogy a bemutatott személyek bármelyikének valamelyik szülője jogi és genetikai értelemben szétválasztható
- ha a kutatási eredményen kiütközik a főnemesi, nemesi, történelmi, vagy híres családhoz tartozás illúziójának sznobizmusa.

## Jelképei
A családfakutatás a genealógia megegyezésen alapuló jelképeit használja. Alkalmazhatók egyéni jelölések is, de az egyértelműség miatt minden publikációs formában egy magyarázó részben fel kell oldani azokat.
| A jelkép      | A jelkép jelentése |
| ------------- | --- |
| *             | Született (A betlehemi születés csillaga után. A felekezeti anyakönyvek általában az 1850-es évektől rögzítik a születés és keresztelés időpontját. A korábbi időkben csak a keresztelés idejét közlik, ezért ezt a jelképet gyakran használják keresztelés értelemben is.) |
| + vagy †      | Meghalt (Utalás a golgotai keresztre.) |
| ∞ vagy oo     | Házasodott (Az összefonódó jegygyűrűk képe utal a kapcsolat véglegességére is.) |
| (*)           | Házasságon kívül született (Fattyú.) |
| ~ vagy ~~     | Keresztelve |
| o             | Eljegyezve |
| o\|o vagy o/o | Elvált |
| o-o           | Törvénytelen kapcsolat (Vadházasság, ágyasság.) |
| X vagy +X     | Elesett (Háborús körülmények között hunyt el.) |
| □             | Eltemetve |
| ++            | Kihalt ág |
| stb.          | |

## A családfakutatás forrásai
A szülő és a gyermek közötti egyenes ági rokoni kapcsolat leszármazással vagy örökbefogadással jön létre. A leszármazás biológiai (DNS vizsgálat) és jogi igazolással tekinthető hitelesnek. Minden olyan okirat, amely ezt a leszármazást közhitelesen igazolja, a családfakutatás elsődleges forrása. Magyarországon az akkreditált genetikai laboratóriumok hivatalos eredményein felül ilyen közokirat a polgári anyakönyv, ezért az anyakönyvön kívül elsődleges forrásnak tekinthető minden, az állami végrehajtó hatalom szervei vagy közigazgatási hatóságai által kiállított, az anyakönyv adatain alapuló okirat. Minden egyéb irat másodlagos forrásnak számít, mellyel vagy vélelmezni lehet egy személy feltételezett rokoni vonalhoz tartozását, vagy színesíti annak életrajzát.

### Családon belüli információk

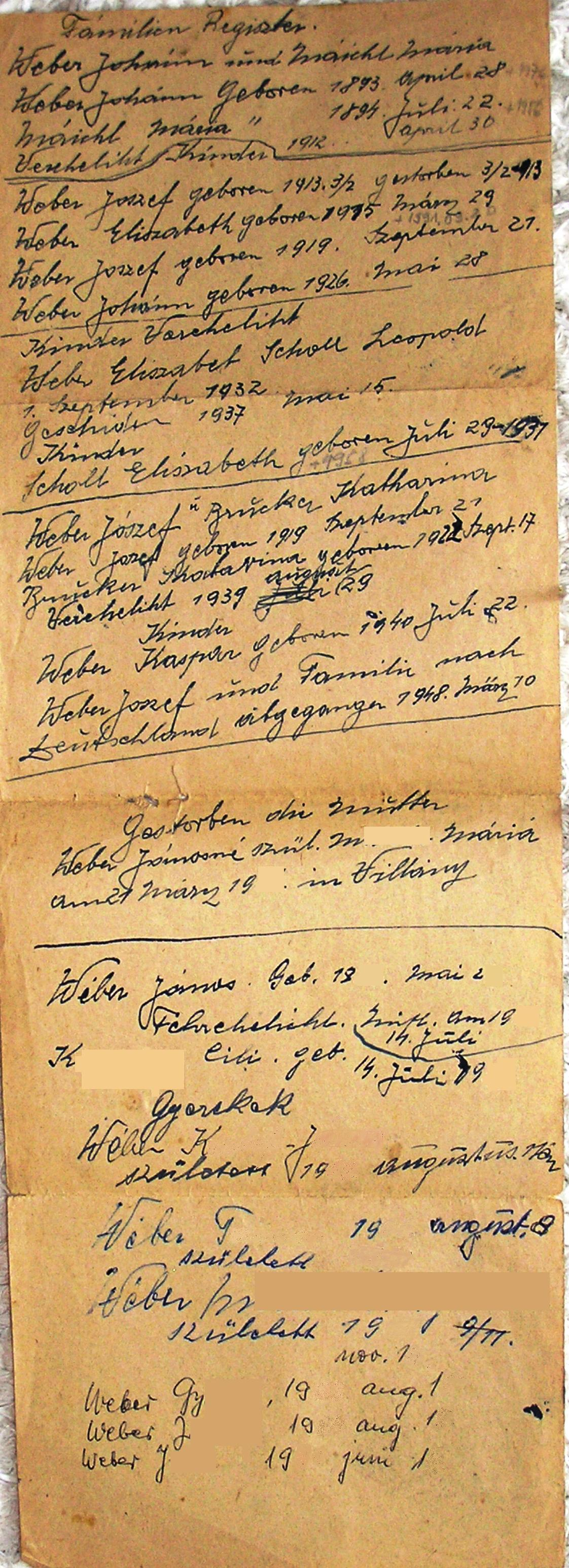
Familyen Register

A magyar törvények szerint adatvédelmi okokból kutatási tilalom alá esnek a polgári anyakönyvek közül a kutatott személy halálától számított 30 év; ha az nem ismert, akkor a születéstől számított 90 év; ha az sem ismert, akkor a kutatás időpontjától számított 60 év utolsó anyakönyvei. A valódi kutatás megkezdéséhez ezt az időt a családtagok elbeszélései, és a család birtokában lévő dokumentumok adatai hidalják át. Rendkívül fontos alapja ez a kutatásnak, hiszen ebben a szakaszban dől el, hogy a kezdő lépésekkel hol (melyik egyházi vagy polgári levéltárban) kit, milyen néven (névváltozat, névváltoztatás!), melyik felekezeti anyakönyvben (vallása) és nagyjából melyik évben (becsült genealógiai évszám) kell keresni. A tiltott időbe eső genealógiai esemény(ek)ről a területileg illetékes polgármesteri hivatal anyakönyvvezetője anyakönyvi kivonatot ad ki.

### Anyakönyvi kutatás
A családból hozott információk alapján kiválasztott területileg illetékes megyei levéltárban, vagy a Magyar Országos Levéltárban (MOL) végzett anyakönyvi kutatás menete a hátrafelé haladás. Azaz ismert genealógiai esemény anyakönyvi bejegyzéséről az időben azt megelőző genealógiai esemény anyakönyvét kell keresni. A polgári anyakönyvekben a kutatás viszonylag gyors és egyszerű, mert rendszerint jól olvashatók, s az adatok rámutatnak nem csak az előző genealógiai esemény helyére-idejére, hanem megnevezik a lemenő nevét is. (Lásd pl. a polgári házasság szabályait a dualizmus idején.) Időben a felekezeti anyakönyvekhez érkezve a kutatás menete hasonló.

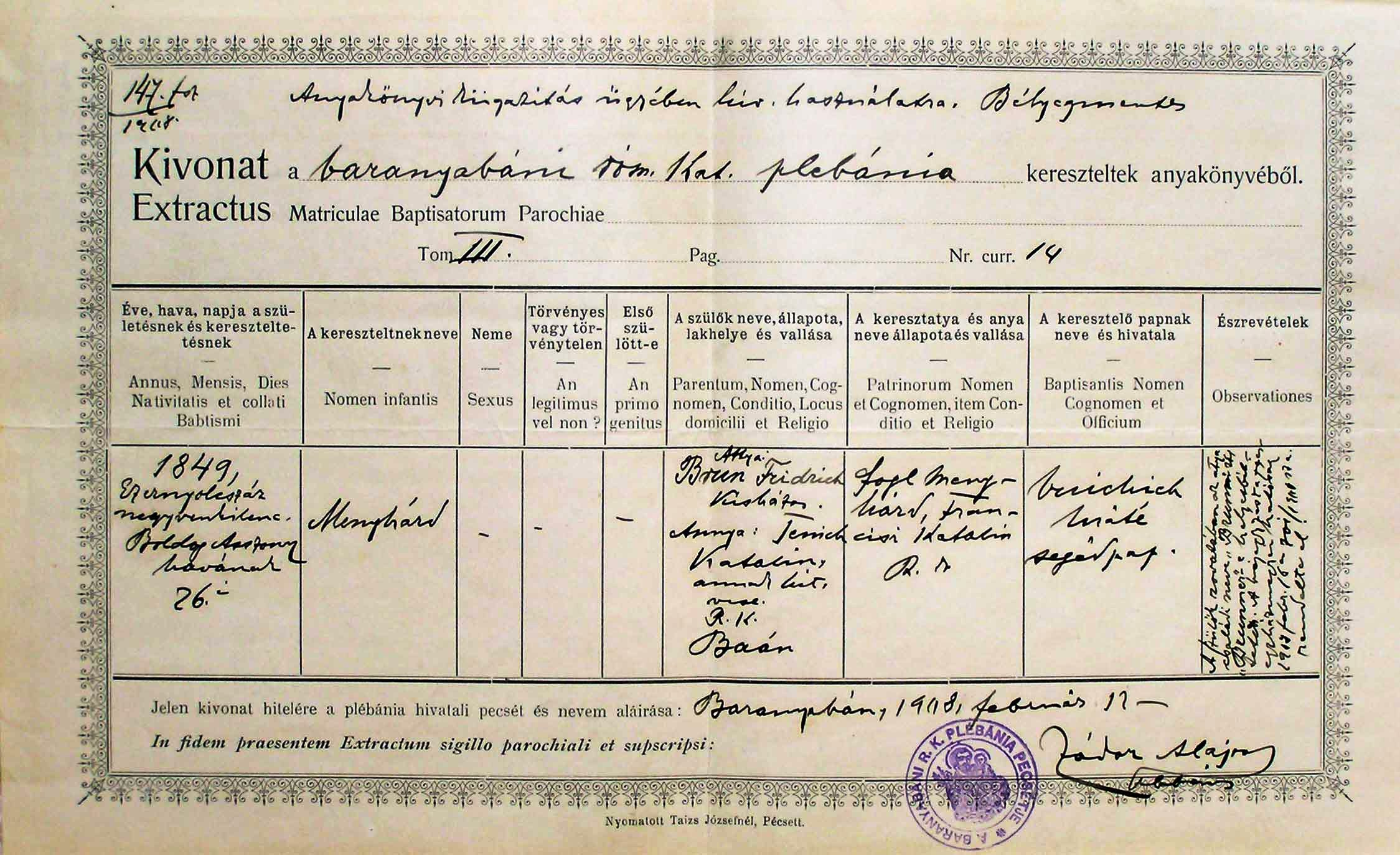
Anyakönyvi kivonat 1918-ból

A felekezeti anyakönyvek ugyan nem közhiteles okiratok, mégis a kor egyetlen olyan forrásanyaga, amelyből több-kevesebb megbízhatósággal követhető a generációról generációra ívelő rokoni vonal útja. Az egyre korábbi felekezeti anyakönyvek egyre kevesebb adatot tartalmazva egyre pontatlanabbul mutatnak rá az adott személlyel kapcsolatos megelőző genealógiai eseményre, és/vagy nem közlik a lemenő rokon nevét sem. Ilyenkor felértékelődik az addig (a családból vagy kutatásból) megszerzett információk minden részlete, s ha ezek nem orientálnak, akkor a földrajzi és idő értelemben egyaránt egyre nagyobb kört (intervallumot) átfogó kutatás vagy (előbb-utóbb) sikert hoz, vagy a kutatás holtpontra jut. Megjegyzendő, hogy a levéltári kutatás kényelmetlenségeit ma már egyre gyakrabban felváltja az otthoni kutatás lehetősége. A levéltárak, könyvtárak, közgyűjtemények egyre bővülő ütemben digitalizálják s teszik (részben) elérhetővé anyagaikat. Ha mégsem, a MOL-ból megvásárolható anyakönyvi mikrofilm-másolat viszonylag gyorsan és olcsón digitalizálható házilag is.

#### A felekezeti anyakönyvek kritikája

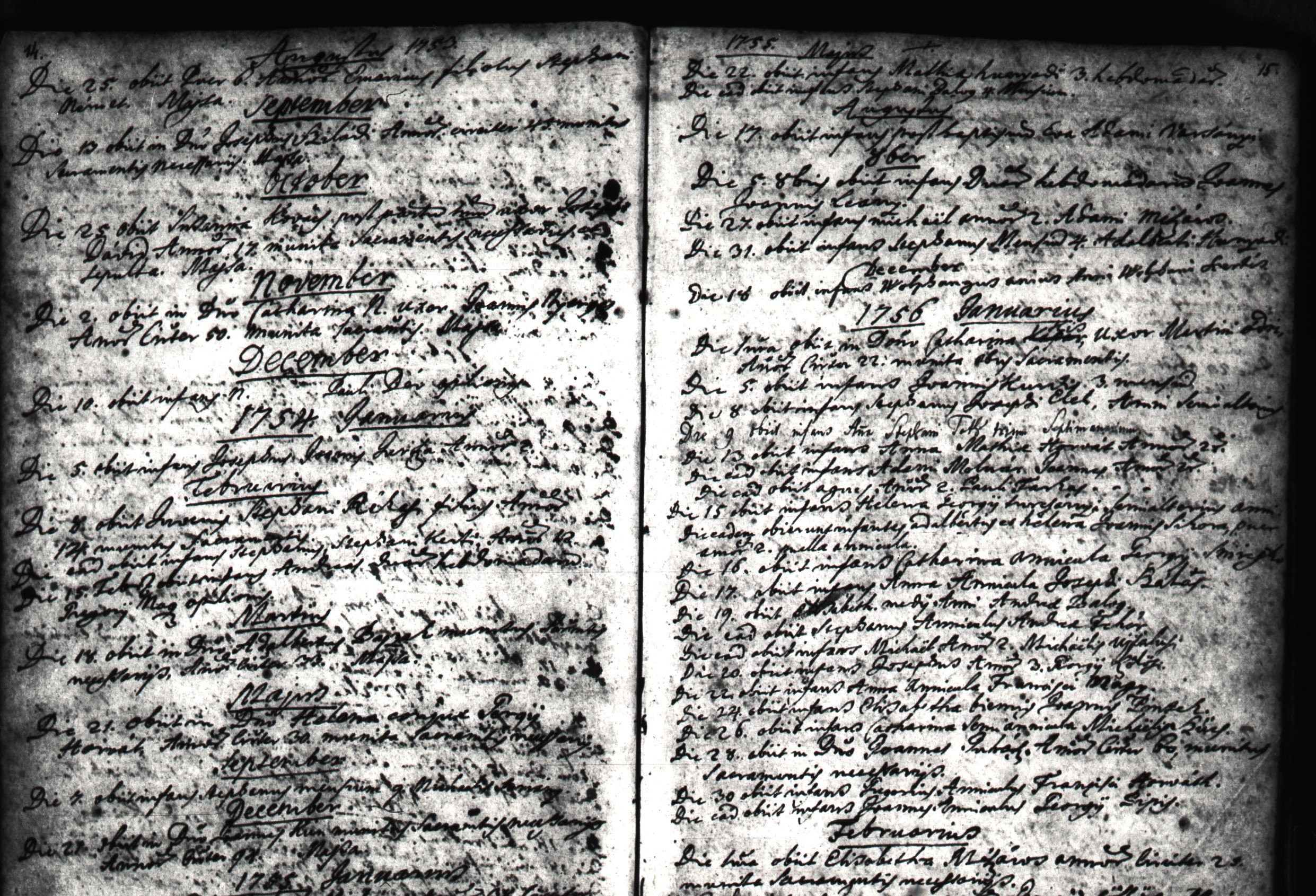
Korántsem olvashatatlan.

A megfogalmazható kritika kulcsszava a megbízhatóság lehetne. Világossá kell tenni, hogy a felekezeti anyakönyvek annak idején nem az utókor családkutatói számára íródtak, s utólag látszó hiányosságai gyakran nem az azokat vezető személyek lelkiismeretessége híján keletkeztek.
- Különböző okokkal magyarázhatóan a felekezeti anyakönyvek nem tartalmaznak mindenkit, aki területi illetőségükön belül megszületett vagy meghalt. A legteljesebbek e tekintetben a házassági anyakönyvek. Azaz a korabeli közigazgatás karja nem ért el feltétlenül mindenkit.
- A rögzített adatok valódisága kétséges. Ennek oka lehet, hogy az adatrögzítő túlterhelt volt, feladatát felettesei által időnként ellenőrizve kényszerből, nyűgként végezte, az adatrögzítést gyakran emlékezetből és/vagy rokoni-hozzátartozói bemondásra alapozva tette meg, frissen kezdett szolgálatában nem ismerte még a nyáját stb.
- A tollszárral, kézírással beírt szöveg gyakran olvashatatlan vagy félreértelmezhető (volt már a bejegyzéskor is).
- Olykor megfejthetetlen rövidítéseket tartalmaz.
- Ha egyáltalán megvan, fizikai állapota okán szintén lehet olvashatatlan vagy félreértelmezhető.
- Nyelvi problémák.
- A település-, vezeték- és keresztnevek váltakozó, következetlen írásmódja.
- Az egyértelműség hiánya. (Pl. ha egy bejegyzett településnévről eldönthetetlen, hogy az az illető születési, apja származási, vagy a család lakhelyét jelenti-e.)

### A családfakutatás másodlagos forrásai

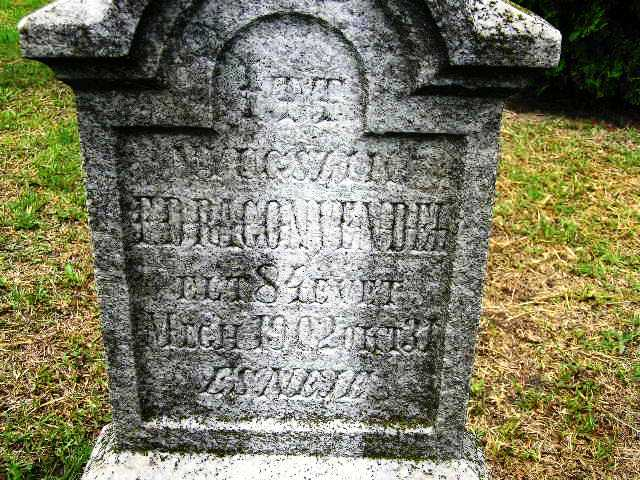
Síremlék a kiskunmajsai temetőből.

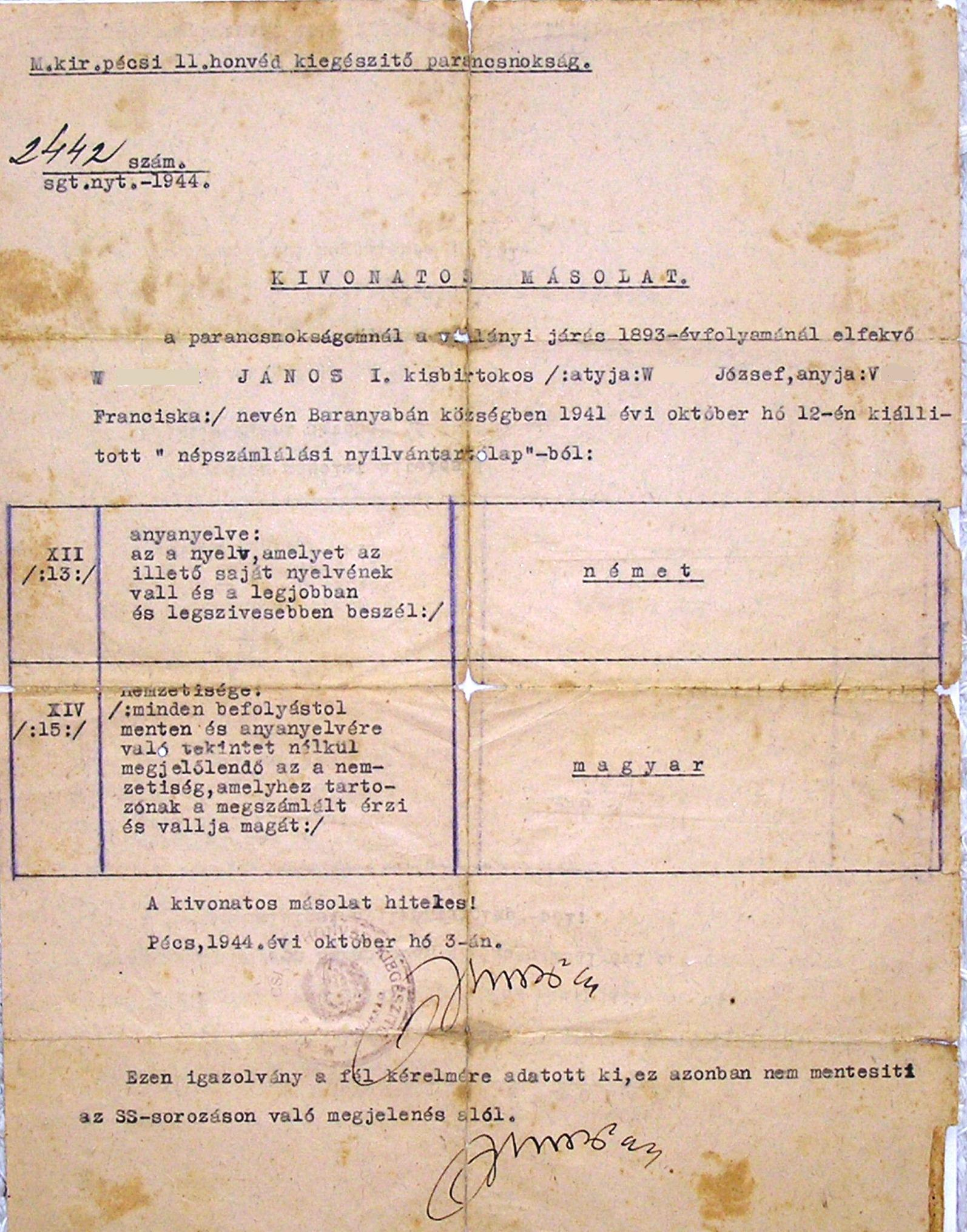
Példa a másodlagos forrásanyagra.

Minden olyan dokumentum, kép, fénykép, hanganyag, film stb., ami felhasználható életrajzi adaléknak, és/vagy kimozdít a kutatási holtpontról. A MOL honlapján információ szerezhető a kutatás lehetőségeiről és menetéről, valamint a kutatás lehetőségeit bővítő segédanyagokról. Az általuk megismert adatot – amennyire lehetséges -, igazolni kell elsődleges forrással.
De ezeken felül is, a teljesség igénye nélkül:
Összeírás (Conscriptio Urbarialis), úriszéki jegyzőkönyv, egyházlátogatási jegyzőkönyv (Canonica visitatio), az ún. Domestica, nemességet igazló oklevél, armális, címeres levél, névjegykártya, esküvői meghívó, keresztlevél, keresztelési emléklap, iskolai évkönyv, munkakönyv, tanulmányi értesítő, iskolai bizonyítvány, iskolai anyakönyv, diákigazolvány, sorozási értesítő, behívóparancs, tiszti-főtiszti személyi dosszié, (egyházi vagy állami) kitüntetés, korábban készült családfa, önéletrajz, végrendelet, álláspályázat, egészségügyi okmány, iparengedély, bérleti- és adásvételi szerződés, kötelezvény, házassági- és jegyességi szerződés, civil szervezetek – pártok – mozgalmak tagsági könyve, közéleti szereplések nyomai, önkormányzati képviselőtestületi jegyzőkönyv, temetői adattár, sírfelirat, gyászjelentés, képeslap, helytörténeti munka, birtokleírás, uradalmi könyvtári anyag, származásigazolás, céhlevél, telefonkönyv, lakcímjegyzék stb.
- Újság, folyóirat: Magyar Családtörténeti Szemle;[15] Magyar Sion;[j 15] Turul,[j 16]
- Könyvek, adatbázisok
  - Életrajzi lexikonok;[16] Ki-Kicsoda kiadványok;[17] Magyar közalkalmazottak almanachja;[18] Stader, Stefan,[19] Hacker, Werner[20] Hengl, Ferdinand[21] és Haberman Gusztáv[22] munkái; Száz magyar falu könyvesháza;[23] Egyes települések családkönyve;[j 17] Genealógia, genealógiai irodalmak;[24] Válogatott irodalom a nemességkutatáshoz
  - Tötösy de Zepetnek, Steven, szerk.. nobilitashungariae: List of Historical Surnames of the Hungarian Nobility / nobilitashungariae. A magyar történelmi nemesség családneveinek listája. CLCWeb: Comparative Literature and Culture (Library): . West Lafayette: Purdue University Press, 2010.
  - A Pécsi Tudományegyetem Klimo Theca gyűjteménye;[25] Hadifoglyok, fogságban vagy a történelmi Magyarország ill. a keleti front területén elesettek listája;[26] A magyar királyi honvédség és csendőrség tisztjeinek névkönyvei;[27] Családtörténet, heraldika, honismeret (Arcanum Kiadó);[28] Adatbázisok családfa és helytörténet kutatóknak (Radixindex);[29] Ellis Island-on keresztül Amerikába érkezett bevándorlók;[30] Magyarországi zsidó családfakutatás;[31] Family History Library: a mormon egyház családtörténeti könyvtára;[32][j 18] A Magyar Államvasutak irattára;[33] Erdélyi családtörténeti adattár[34]
  - stb.
- Kutatási segédanyagok:[35]

Minden olyan dokumentum, amely a kutatás forrásanyagainak értelmezésében segítséget nyújt.
- Megfelelő nyelvi szótár (időkifejezések, foglalkozások, betegségek, számnevek, keresztnevek, hónapok-napok, vármegyék, régiók, előforduló rövidítések stb. tekintetében); Település- vagy településrész kereső; Térkép; Közigazgatási atlasz; Egyházi schematismus; Idegen nevek írásmódjai; Vezetéknév változatok stb.

| Tő- és sorszámnevek | Tő- és sorszámnevek       | Tő- és sorszámnevek            | Tő- és sorszámnevek | Tő- és sorszámnevek | Tő- és sorszámnevek | Tő- és sorszámnevek | Tő- és sorszámnevek | Tő- és sorszámnevek |
| római/arab számmal  | latinul                   | latinul                        | magyarul            | magyarul            | németül             | németül             | angolul             | angolul             |
| római/arab számmal  | sorszámnevek              | tőszámnevek                    | sorszámnevek        | tőszámnevek         | sorszámnevek        | tőszámnevek         | sorszámnevek        | tőszámnevek         |
| ------------------- | ------------------------- | ------------------------------ | ------------------- | ------------------- | ------------------- | ------------------- | ------------------- | ------------------- |
| I/1                 | primus, -a, -um           | unus, -a, um                   | első                | egy                 | erste               | eins                | first               | one                 |
| II/2                | secundus                  | duo, duæ, duo                  | második             | kettő               | zweite              | zwei                | second              | two                 |
| III/3               | tertius                   | tres, tres, tria               | harmadik            | három               | dritte              | drei                | third               | three               |
| IV/4                | quartus                   | quattuor                       | negyedik            | négy                | vierte              | vier                | fourth              | four                |
| V/5                 | quintus                   | quinque                        | ötödik              | öt                  | fünfte              | fünf                | fifth               | five                |
| VI/6                | sextus                    | sex                            | hatodik             | hat                 | sechste             | sechs               | sixth               | six                 |
| VII/7               | septimus                  | septem                         | hetedik             | hét                 | siebte              | sieben              | seventh             | seven               |
| VIII/8              | octavus                   | octo                           | nyolcadik           | nyolc               | achte               | acht                | eighth              | eight               |
| IX/9                | monus                     | novem                          | kilencedik          | kilenc              | neunte              | neun                | ninth               | nine                |
| X/10                | decimus                   | decem                          | tizedik             | tíz                 | zehnte              | zehn                | tenth               | ten                 |
| XI/11               | undecimus                 | undecim                        | tizenegyedik        | tizenegy            | elfte               | elf                 | eleventh            | eleven              |
| XII/12              | duodecimus                | duodecim                       | tizenkettedik       | tizenkettő          | zwölfte             | zwölf               | twelfth             | twelve              |
| XIII/13             | tertius decimus           | tredecim                       | tizenharmadik       | tizenhárom          | dreizehnte          | dreizehn            | thirteenth          | thirteen            |
| XIV/14              | quartus decimus           | quattuordecim                  | tizennegyedik       | tizennégy           | vierzehnte          | vierzehn            | fourteenth          | fourteen            |
| XV/15               | quintus decimus           | quindecim                      | tizenötödik         | tizenöt             | fünfzehnte          | fünfzehn            | fifteenth           | fifteen             |
| XVI/16              | sextus decimus (sedecimo) | sedecim                        | tizenhatodik        | tizenhat            | sechszehnte         | sechszehn           | sixteenth           | sixteen             |
| XVII/17             | septimus decimus          | septendecim                    | tizenhetedik        | tizenhét            | siebzehnte          | siebzehn            | seventeenth         | seventeen           |
| XVIII/18            | duodevicesimus            | duodeviginti                   | tizennyolcadik      | tizennyolc          | achtzehnte          | achtzehn            | eighteenth          | eighteen            |
| XIX/19              | undevicesimus             | undeviginti                    | tizenkilencedik     | tizenkilenc         | neunzehnte          | neunzehn            | nineteenth          | nineteen            |
| XX/20               | vicesimus                 | viginti                        | huszadik            | húsz                | zwanzigste          | zwanzig             | twentieth           | twenty              |
| XXI/21              | vicesimus primus          | viginti unus (unus et viginti) | huszonegyedik       | huszonegy           | einundzwanzigste    | einundzwanzig       | twenty-first        | twenty-one          |
| XXII/22             | vicesimus secundus        | viginti duo                    | huszonkettedik      | huszonkettő         | zweiundzwanzigste   | zweiundzwanzig      | twenty-second       | twenty-two          |
| XXIII/23            | vicesimus tertius         | viginti tres                   | huszonharmadik      | huszonhárom         | dreiundzwanzigste   | dreiundzmanzig      | twenty-third        | twenty-three        |
| XXIV/24             | vicesimus quartus         | viginti quattuor               | huszonnegyedik      | huszonnégy          | vierundzwanzigste   | vierundzwanzig      | twenty-fourth       | twenty-four         |
| XXV/25              | vicesimus quintus         | viginti quinque                | huszonötödik        | huszonöt            | fünfundzwanzigste   | fünfundzwanzig      | twenty-fifth        | twenty-five         |
| XXVI/26             | vicesimus sextus          | viginti sex                    | huszonhatodik       | huszonhat           | sechsundzwanzigste  | sechsundzwanzig     | twenty-sixth        | twenty-six          |
| XXVII/27            | vicesimus septimus        | viginti septem                 | huszonhetedik       | huszonhét           | siebenundzwanzigste | siebenundzwanzig    | twenty-seventh      | twenty-seven        |
| XXVIII/28           | duodetricesinus           | duodetriginta                  | huszonnyolcadik     | huszonnyolc         | achtundzwanzigste   | achtundzwanzig      | twenty-eighth       | twenty-eight        |
| XXIX/29             | undetricesimus            | undetriginta                   | huszonkilencedik    | huszonkilenc        | neunundzwanzigste   | neunundzwanzig      | twenty-nineth       | twenty-nine         |
| XXX/30              | tricesimus                | triginta                       | harmincadik         | harminc             | dreizigste          | dreissig            | thirtieth           | thirty              |
| XL/40               | quadragesimus             | quadraginta                    | negyvenedik         | negyven             | vierzigste          | vierzig             | fortieth            | forty               |
| L/50                | quinquagesimus            | quinquaginta                   | ötvenedik           | ötven               | fünfzigste          | fünfzig             | fiftieth            | fifty               |
| LX/60               | sexagesimus               | sexaginta                      | hatvanadik          | hatvan              | sechszigste         | sechszig            | sixtieth            | sixty               |
| LXX/70              | septuagesimus             | septuaginta                    | hetvenedik          | hetven              | siebzigste          | siebzig             | seventieth          | seventy             |
| LXXX/80             | octogesimus               | octoginta                      | nyolcvanadik        | nyolcvan            | achtzigste          | achtzig             | eightieth           | eighty              |
| XC/90               | nonagesimus               | nonaginta                      | kilencvenedik       | kilencven           | neunzigste          | neunzig             | nintieth            | ninety              |
| C/100               | centesimus                | centum                         | századik            | száz                | hundertste          | hundert             | hundredth           | hundred             |
| CC/200              | ducentesimus              | ducenti, -æ, -a                | kettőszázadik       | kettőszáz           | zweihundertste      | zweihundert         | two hundredth       | two hundred         |
| CCC/300             | trecentesimus             | trecenti, -æ, -a               | háromszázadik       | háromszáz           | dreihundertste      | dreihundert         | three hundredth     | three hundred       |
| CD/400              | quadrigentesimus          | quadrigenti, -æ, -a            | négyszázadik        | négyszáz            | vierhundertste      | vierhundert         | four hundredth      | four hundred        |
| D/500               | quingentesimus            | quingenti, -æ, -a              | ötszázadik          | ötszáz              | fünfhundertste      | fünfhundert         | five hundredth      | five hundred        |
| DC/600              | sescentesimus             | sescenti, -æ, -a               | hatszázadik         | hatszáz             | sechshundertste     | sechshundert        | six hundredth       | six hundred         |
| DCC/700             | septigentesimus           | septigenti, -æ, -a             | hétszázadik         | hétszáz             | siebenhundertste    | siebenhundert       | seven hundredth     | seven hundred       |
| DCCC/800            | octigentesimus            | octingenti, -æ, -a             | nyolcszázadik       | nyolcszáz           | achthundertste      | achthundert         | eight hundreth      | eight hundre        |
| CM/900              | nongentesimus             | nongenti, -æ, -a               | kilencszázadik      | kilencszáz          | neunhundertste      | neunhundert         | nine hundredth      | nine hundred        |
| M1000               | millesimus                | mille                          | ezredik             | ezer                | eintausendste       | eintausen           | thousandth          | thousand            |

| Hónapnevek 2/1 | Hónapnevek 2/1             | Hónapnevek 2/1 | Hónapnevek 2/1 | Hónapnevek 2/1 | Hónapnevek 2/1     | Hónapnevek 2/1     |
| latinul        | latinul                    | római          | arab           | magyarul       | magyarul           | magyarul           |
| teljes névvel  | rövidítve                  | számmal        | számmal        | mai alakban    | archaikus alakban  | reformkori alakban |
| -------------- | -------------------------- | -------------- | -------------- | -------------- | ------------------ | ------------------ |
| Januarius      |                            | I              | 1              | január         | Boldogasszony hava | Télhó              |
| Februarius     |                            | II             | 2              | február        | Böjtelő hava       | Télutó             |
| Martius        |                            | III            | 3              | március        | Böjtmás hava       | Tavaszelő          |
| Aprilis        |                            | IV             | 4              | április        | Szent György hava  | Tavaszhó           |
| Maius          |                            | V              | 5              | május          | Pünkösd hava       | Tavaszutó          |
| Junius         |                            | VI             | 6              | június         | Szent Iván hava    | Nyárelő            |
| Julius         |                            | VII            | 7              | július         | Szent Jakab hava   | Nyárhó             |
| Augustus       |                            | VIII           | 8              | augusztus      | Kisasszony hava    | Nyárutó            |
| September      | 7ber; VIIber; 7bris        | IX             | 9              | szeptember     | Szent Mihály hava  | Őszelő             |
| October        | 8ber; VIIIber, 8bris       | X              | 10             | október        | Mindszent hava     | Őszhó              |
| November       | 9ber; IXber; 9bris         | XI             | 11             | november       | Szent András hava  | Őszutó             |
| December       | 10ber; Xber; 10bris; Xbris | XII            | 12             | december       | Karácsony hava     | Télelő             |

| Hónapnevek 2./2 | Hónapnevek 2./2            | Hónapnevek 2./2 | Hónapnevek 2./2                                        | Hónapnevek 2./2 | Hónapnevek 2./2 | Hónapnevek 2./2 |
| latinul         | latinul                    | németül         | németül                                                | angolul         | szerbül         | horvátul        |
| teljes névvel   | rövidítve                  | mai formában    | régi német alakban                                     | angolul         | szerbül         | horvátul        |
| --------------- | -------------------------- | --------------- | ------------------------------------------------------ | --------------- | --------------- | --------------- |
| Januarius       |                            | Januar, Jänner  | Hartung                                                | January         | januar          | siječanj        |
| Februarius      |                            | Februar, Feber  | Hornung, Spurk                                         | February        | februar         | veljača         |
| Martius         |                            | März            | Frühlingsmonat, Lenzing, Lenzmonat                     | March           | mart            | ožujak          |
| Aprilis         |                            | April           | Ostermonat, Osteren, Grünmonat, Ostermond              | April           | april           | travanj         |
| Maius           |                            | Mai             | Wonnemonat, Blütemonat, Maien                          | May             | maj             | svibanj         |
| Junius          |                            | Juni            | Brachmonat, Brachet, Brachmond                         | June            | jun             | lipanj          |
| Julius          |                            | Juli            | Heuert, Heumonat, Heuet                                | July            | jul             | srpanj          |
| Augustus        |                            | August          | Erntermonat, Hitzmonat, Ernting                        | August          | august          | kolovoz         |
| September       | 7ber; VIIber; 7bris        | September       | Fruchtmonat, Herbstmonat, Herpsten, Heumond, Scheiding | September       | september       | rujan           |
| October         | 8ber; VIIIber, 8bris       | Oktober         | Weinmonat, Gilbhard                                    | October         | oktober         | listopad        |
| November        | 9ber; IXber; 9bris         | November        | Wintermonat, Lofrote, Nebelmond                        | November        | november        | studeni         |
| December        | 10ber; Xber; 10bris; Xbris | Dezember        | Christmonat, Julmonat, Christmond                      | December        | december        | prosinac        |

A források és a rájuk itt hivatkozott egy-egy példa jelzi, hogy a családfakutatás Magyarországon tulajdonképpen azonos a Kárpát-medencei országok, népek, nemzetiségek, vallások, nyelvek, vidékek megismerésével, s a felkutatott anyag nem is mutatható be másképp, csak a régió történelmébe, néprajzába, kultúrájába ágyazva. Nem várható el senkitől, hogy magabiztos és alapos tudással rendelkezzék e szerteágazó területek mindegyikéről, hisz egy-egy részterület megismerése és feldolgozása is életre szóló elfoglaltság. Eltekintve a profitorientált családkutató szervezetek megbízásának lehetőségétől, az önálló kutató nagyságrendekkel kisebb energiaráfordítással érhet el több és megbízhatóbb eredményt, ha csatlakozik valamely nonprofit családfa kutató szervezethez (levelezési listához), ahol kutatnia ugyan magának kell, de a tagok koncentrált tudása és tapasztalata rendelkezésre áll. Ilyen értelemben ezek a szervezetek is egyfajta forráshelyei a családfakutatásnak.

## A publikálás lehetőségei
Családfakutatási eredmények (akár csak szűk családi körben történő) közreadásának jogi lehetőségeiről az adatvédelmi ombudsman ajánlást adott ki.

### Szóbeli közlés
A szájhagyomány útján terjedő családtörténetről nem tárgyszerű itt beszélni, hisz általában nem előzi meg kutatás, mégis fontos, hisz sokan éppen azért kezdenek kutatásokba, mert akad egy nagyszülő, akinek színes (megrázó vagy érdekes) emlékei vannak saját nagyszüleiről…!
Előnye:
- Az emberközeliség.
- A szubjektivitás.

Hátránya:
- Az objektivitás hiánya.
- A legendaképződés veszélye.
- A memória korlátai.
- Alkalmas továbbvivő híján a történet nyomtalanul elvész.
- Csak rövid családtörténeti ívet (max. 3-4 generációt, s azt is csak egy-két ág részletéig) képes átfogni.
- Gyakran még a hallgatóság előtt sem valósul meg a genealógiai kutatások alapvető célja, az egyes rokonok egymástól egzakt módon történő elkülönítése, a szereplők egymáshoz viszonyított rokonsági fokának feltárása.

### Ábrák, rajzok
A legkedveltebb publikációs forma.
Előnye
- A rokonok egymáshoz viszonyított helyzete a vérvonalban egyértelműen és látványosan bemutatható.
- A rokonok (az azonos nevűek is) egymástól történő megkülönböztetése korrekt.
- Ízléses, dekoratív kivitelezéssel, grafikai díszítésekkel és illő kerettel művészi értékkel bíró lakásdísz is lehet.
- Valamilyen minőségű ábrát könnyen, gyorsan, egyszerűen bárki készíthet.

Hátránya
- Az áttekinthetőség érdekében kompromisszumot kell kötni az ábra mérete, illetve az ábrába felvitt adatok mérete és mennyisége között. Hétnél több nemzedék ábrázolása esetén az ábra kezelhetetlenül nagy lesz.
  - Vagy az olvashatóság határára kell csökkenteni a feliratozás méretét (kézi rajzon ez a lehetőség is korlátozott).
  - Vagy a neveket önmagukban, az egyéb megkülönböztető adatok nélkül kell szerepeltetni.
  - Vagy az ábrát kell (praktikusan az adott ágakra) feldarabolni.
  - Vagy a személyek kódolásával (leggyakrabban a örökléstanból átvett, a nemi elkülönülést reprezentáló jelekkel és/vagy a Kekulé számokkal kell a felirat méretét csökkentve teret nyerni.

Mindegyik megoldás következménye, hogy az ábra értelmezéséhez az ábra készítőjének idegenvezetése és/vagy a személyek külön lapon történő indexálása szükséges. Megoldásnak tűnik a hétnél kevesebb generációt tartalmazó ábrák készítése. Ez csak akkor lenne elfogadható, ha a kutatások is befejeződtek ezen a szinten. Tény azonban, hogy kezdő kutatók is eljutnak a 7-10. generációkig az első kutatási lendülettel.
- Akár szabadkézi, akár számítógépes grafikai megoldással, de szakszerű, igényes és szép ábrát nehéz készíteni, emiatt készíttetése is drága.
- Utólagos javítása nehézkes, kiegészítések esetén újra kell rajzolni.
- A helyes ábrakészítést lehetetlenné teszik az egy leszármazási ágba eső (nemzedéken belüli, vagy nemzedéket ugró) ősvesztések. Ezt a problémát csak háromdimenziós modellel lehetne megoldani.

#### Kivitelük szerint

##### Szabadkézi rajzok
A genealógiai viszonyok feltüntetése hagyományos ábrán egy elágazó törzsű fa. Szerteágazó gyökérzete az ősöket (lemenőket), a törzs magát a vizsgált személyt (probandus, vagy K1) és vér szerinti testvéreit, a faágak pedig egy-egy (utód) ágát jelképezik a családnak. Végül az egyes utódokat a levelek (az adatok rögzítését lehetővé tévő hasas forma és az egyszerű alak miatt legtöbbször hársfalevelek) szimbolizálták. Egyszerűségük miatt ma már népszerűbbek az ún. folyamatábrákon kör vagy téglalapforma rejti a személyek nevét (egyéb adatát, vagy azonosító kódját), hacsak nem önmagában, keret nélkül állnak az adatok. Az egymáshoz viszonyított helyzetet a név felé- ill. tőle haladó összekötő vonalak jelzik.
Előnye

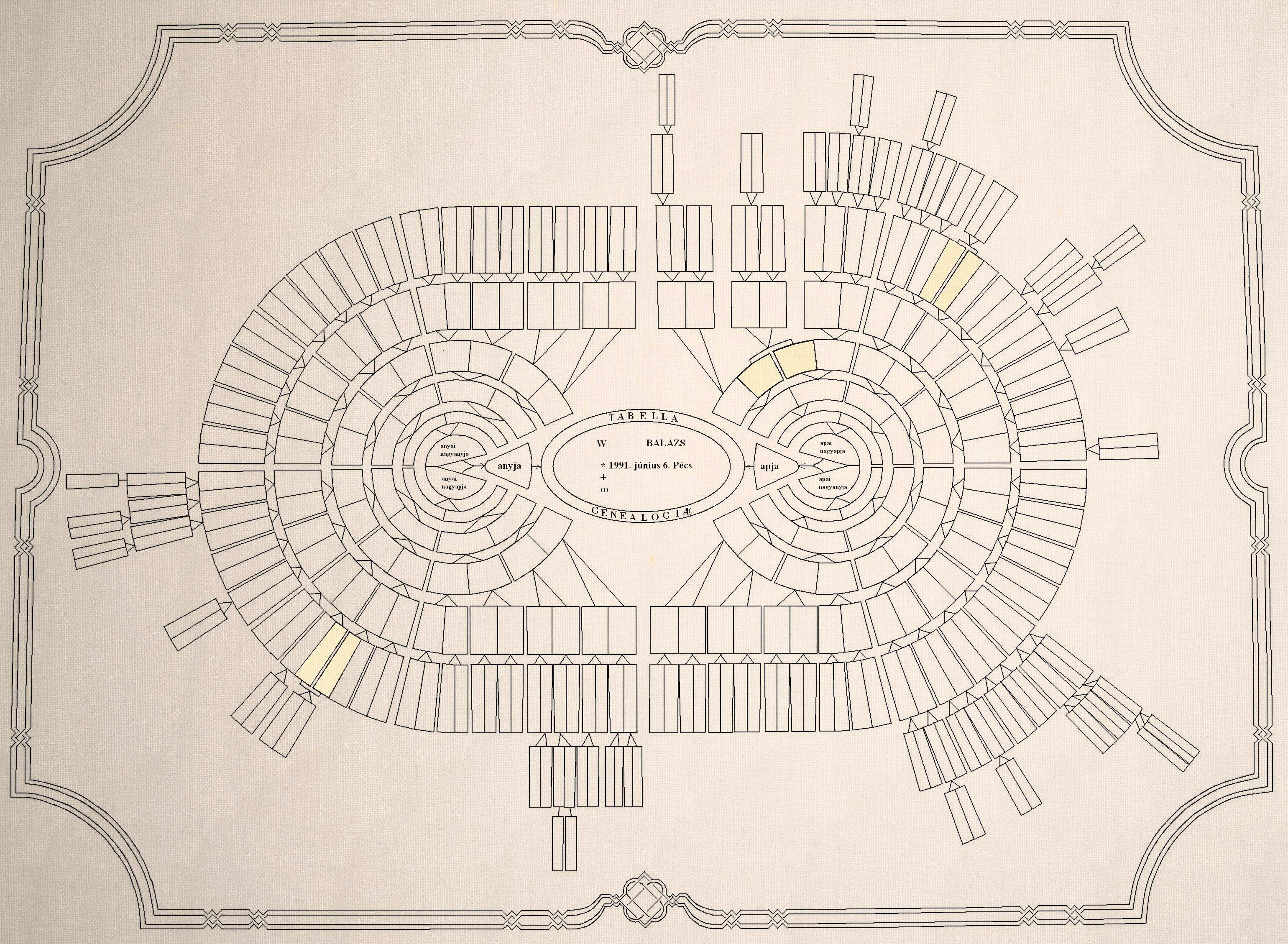
Az ábra a családfakutatás publikálásának egyik lehetséges, s helykihasználtság tekintetében a lehető legtakarékosabb formáját, egy (kutatási eredmények alapján már megrajzolt, de még kitöltetlen) ősfát ábrázol. A sárgában párban álló kockák testvérek, a felettük lévő generációban ősvesztés figyelhető meg. A „külső héjon” lévők, azaz az egyes ág végpontjai együtt, listába szedve a vizsgált személy ősvégjegyzékét adják. Az ábra eredetileg szabadkézi rajz, az illusztrálhatóság érdekében Paint rajzprogrammal felülírva. Az ábra eredeti mérete 64 x 85 cm. Az egyszerű ornamentikával közrefogott ún. lóversenypálya alakzaton a lemenők grafikusan is jól elkülönülnek: középen (mintegy a kutatás középpontjában) szerepel K1, az ábra jobb- és balfele a két szülői ág, a quadránsok a nagyszülői ág stb. Látható, hogy az éppen csak egy név befogadására alkalmas szűk kiskockák sem férnének el már az ábrán a 8. generációban sem, ha sikerülne a nemzedék minden képviselőjét felkutatni, nemhogy még az afeletti generációkban!

- Egy szépen kivitelezett, saját készítésű, egyedi ábra értékes az utódok számára.

Hátránya
- Az alkalmas, áttekinthető és informatív forma kiötlésén kívül meg kell küzdeni a jó ízlés (és lehetőleg a művészi érték) korlátain belül a kivitelezés minden problémájával. Pl.: alkalmas méretű és minőségű papír beszerzése, sok próbadarab elkészítése, a kivitelezés (grafit, tus, rézkarc stb.) eldöntése, színek használata, feliratozás tartalma – mérete – módja, a megvalósítható ornamentika, a kész ábra festészet-technikai fixálása, a keret színe – mérete – mintázata stb.
- Az ábrakészítés grafikai készséget, rajztechnikai ismereteket kíván. Elkészítése energia- és időigényes.
- Az ábra rendszerint egyedi, az utódok nem tudnak megosztozni rajta.

##### Számítógéppel tervezett ábrák
Digitális ábra az elterjedten használt Microsoft Office programcsomagban meglévő szövegszerkesztővel (Microsoft Word) és táblázatkezelővel (Microsoft Excel) is készíthető, igazi grafikai lehetőséget mégis a prezentációs- (pl. Microsoft PowerPoint) ill. rajzprogramok nyújtják. Utóbbiak lehetnek pixelgrafikus (pl. Paint), vagy vektorgrafikus (pl. CorelDraw) alapúak. Az adatbázis-kezelő (pl. Microsoft Access) programról és a családfakészítő szoftverekről, melyek szintén képesek a bevitt adatok ábrás megjelenítésére, külön fejezetben lesz szó.
Előnye
- A számítógépes technika képes az ábra tetszés szerinti fraktálszerkezetét azonos elemekből elkészíteni, azaz – ha szükséges – precízen tartja a szimmetriákat.
- Akár 30%-kal jobb lehet a helykihasználtság a kézi rajhoz képest.
- A végleges ábra elkészülte előtt tetszés szerint próbálgathatók az elhelyezés, a forma, a betű- és vonalstílusok, a felület (háttér, feliratok, vonalak) színezése, a méretek, az ornamentika, az egyes ágak vagy akár egyetlen személy kiemelése stb. lehetőségei.
- A kész ábra tetszés szerinti méretre darabolható, nagyítható vagy kicsinyíthető.
- Utólagos javítások, pótlások egyszerűen beilleszthetők.
- A rajzolást tetszőlegesen felvett szimmetriatengelyes tükrözések, vágólap, sablonhasználat stb. segíti.
- A gépben tárolt ábra akár minden önálló karakterét vagy karakter-csoportját (pl. egy személy nevét, „kiskockáját” stb.) megjegyzéssel láthatunk el, hiperhivatkozással összeköthetjük almappákban tárolt adatokkal (életrajzi szöveg, kép, rövidfilm, más családfa ábrarész) stb.
- Bemutatható közönség előtti projektoros kivetítéssel, vagy akár az internet (pl. saját honlapon) széles világában. Látványos technikákkal elérhető, hogy megtekintéskor az ábra a készítő által meghatározott részekkel és mértékig hangeffektek vagy magyarázó szöveg kíséretében fokozatosan épüljön fel.

Hátránya
- A kivitelezést és bemutatást könnyítő-megújító technikák az ábrák általános hátrányait nem küszöbölik ki.
- A digitális ábrázolás sokszínű előnyének többsége a nyomtatás során elvész.
- Digitális ábra nyomtatását a nyomtatási méretek és a nyomtató által használni képes papír minősége korlátozzák. Azaz digitális ábrát eleve digitális prezentációra érdemes tervezni.
- Szövegszerkesztővel és táblázatkezelővel (a két legáltalánosabban ismert és használt programmal, Word és Excel) nehéz ábrát készíteni, mert ezeket a programokat nem rajzolásra fejlesztették ki, s megközelítőleg sem tudnak annyit ábrakészítésből, mint a rajzprogramok. A bemutató- ill. rajz-szoftverek használata pedig éppen azért nehéz, mert a program rengeteg (esetleg idegen nyelven) megtanulandó „trükköt” tud.

#### Felépítésük szerint

##### Származási (aszcendes) táblázat / vagy származási jegyzék,ősfa
Egyenesági kutatás ábrája a probandus (K1) valamennyi felmenőjére vonatkozóan. Bemutatja K1 összes egyenes ági ősét és csak azokat. Néha feltüntetik az ősök (K1-hez viszonyított oldalági) többedik házasságait is. Általában – bár erre szabály nincs, és ha az ősvesztések ábrázolása ezt lehetővé teszi -, egy-egy felmenő házaspár bal oldala a férfi, jobb oldala a nő ági felmenő. Ha az azonos generációs szinteket az ábra azonos vízszintes síkban ábrázolja, az ábra befoglaló formája egy csúcsára fordított piramis lesz.

##### Családfa
Egyenesági kutatás ábrája adott családra vonatkozóan. A családfa a probandus (K1) apai (az azonos családnevet viselő) lemenőit és azok házastársi (az egyenes ágat biztosító házasság, néha azonban a lemenő minden házassági) adatait, és csak azt tartalmazza. Szokás itt is – minden írott szabály nélkül – balra helyezni a férfiakat, jobbra a nőket. Az ábra nevezetes része az ősfának.

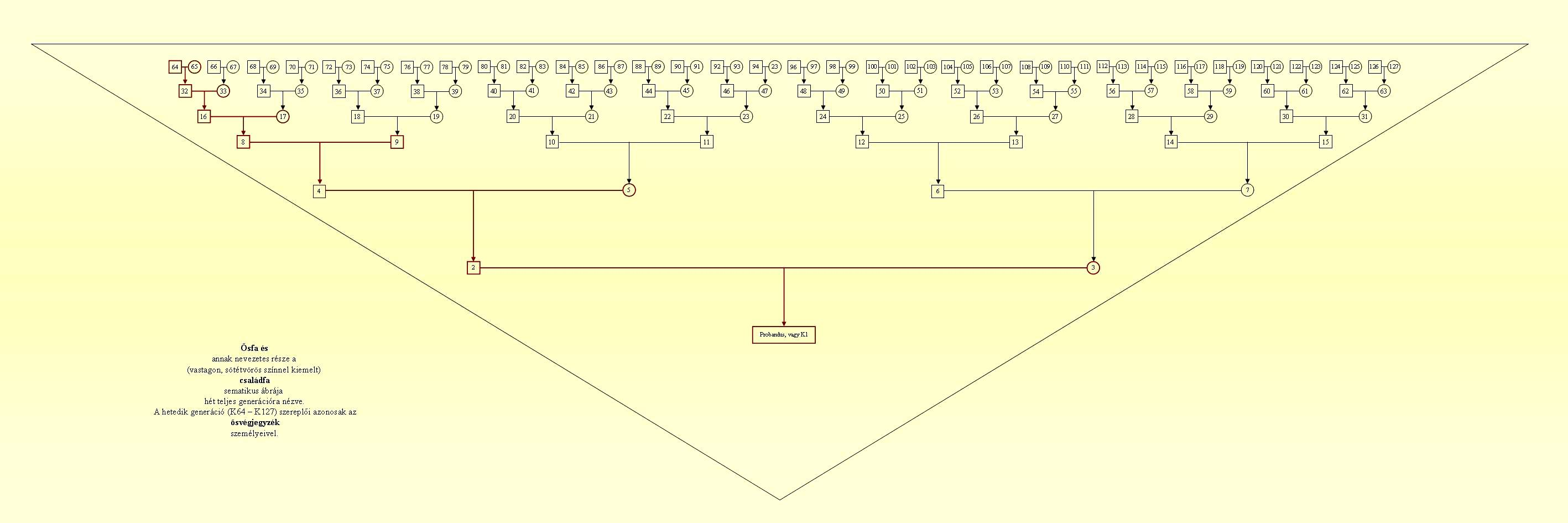
Ősfa, családfa és ősvégjegyzék

##### Leszármazási (deszcendens) tábla
A probandus összes egyenes ági utódát és azok házastársait, azaz a teljes populációt bemutató ábra. Rendszerint felül mutatja a vizsgált személyt, alatta generációs szintekre különítve a leszármazókat. A személyek kódolására alkalmatlan a Kekulé felmenői számozási rendszer, ha erre igény van, valamelyik lemenői számozási szisztémát alkalmazhatjuk. (Pl. de Villiers/Pama System, Meurgey de Tupigny System stb.) Ha az azonos generációs szinteket az ábra azonos vízszintes síkban ábrázolja, akkor az ábra befoglaló formája egy talpán álló piramis lesz.

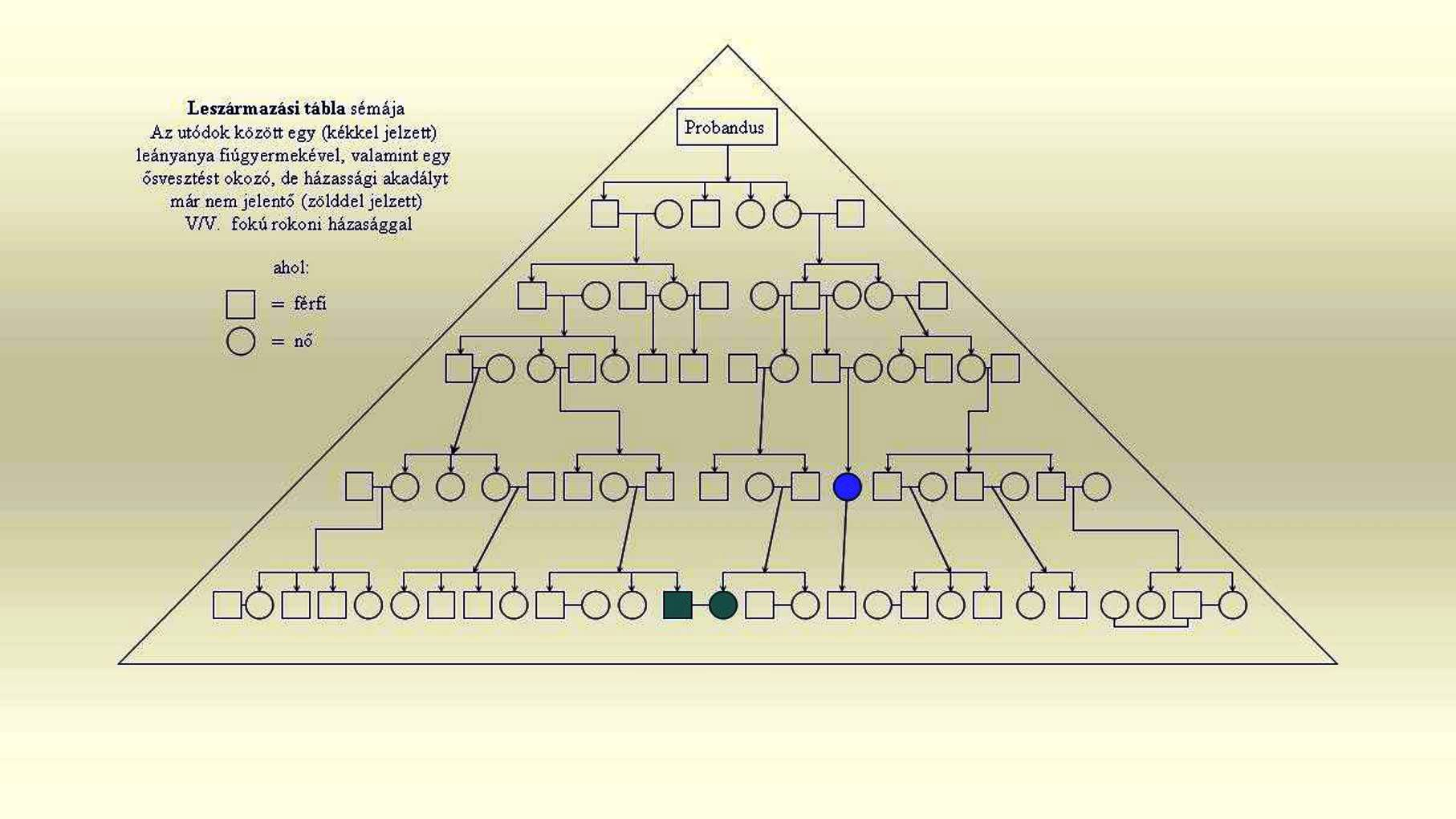
Leszármazási tábla sémája

##### Vegyes szerkezetű ábrák
Az ősfa és a leszármazási tábla (rész)adatainak egy ábrában történő közlése. Az oldalági összekötések miatt áttekinthetetlen és kezelhetetlenül nagy lesz az ábra.

##### Vázlatos bemutató
Tulajdonképpen nem klasszikus ábra, hanem adott személy fel- vagy lemenőinek adatait generációs tagolásban, listaszerűen összefoglalja, olyanképpen, mint egy szakkönyv decimális osztású tartalomjegyzéke, vagy egy weblap honlaptérképe. Alkalmas mind az ábrák, mind a szöveges publikációk összefoglaló bemutatására. A számítógépes programok alapszolgáltatásként készítik el a nemzetségi vagy származási jegyzéknek is nevezett vázlatot.

#### A jó ábra ismérvei
- Időtálló minőségű, egyetlen darab, kezelhető méretű (karton)papírra készül.
- Címe rövid és utal a műfajra (családfa, ősfa, leszármazási tábla)
- Nem keverednek a családfa, ősfa és leszármazási tábla adatai.
- Felirat jelzi az ábra készítője nevét, az ábrakészítés idejét (esetleg helyét).
- A személyek megjelenítésére neveket, s nem kódokat tartalmaz. A nevek mellett tartalmazza a személyek elkülönítését, az időben-térben történő elhelyezést megkönnyítő adatokat.
- Tetszetős, szellős (nem túlzsúfolt), áttekinthető (könnyen feltárhatók az egyes vérvonalak), díszes. Esetleg művészi értékkel bír.
- Értelmezése laikustól (nem családtagtól) sem kíván írott segédletet, „idegenvezetést”.
- Megfelelő védelmet kap a grafikai rajz is és maga a papír is. (Fixáló lakk, üveglap, (díszes) keret vagy (bőr)tok.)

Dacára a forma kedveltségének, a hátrányok feloldhatatlansága és a végeredményhez képest felhasznált energiák aránytalan mértéke miatt az ábrakészítés megkezdése előtt érdemes „cost-benefit” megfontolással élni.

### Írott publikáció
Az írott publikációk törzsfejlődésének mintegy őssejtje a családi Biblia utolsó oldalára rótt feljegyzés, de írott publikációnak számít a család fiókjaiban elfekvő, nevekkel-dátumokkal teleírt, elsárgult papír is. A célhoz tehát sok út vezet, mégis praktikus okokból legkedveltebb az ún. cédulázós anyagszerkesztés.

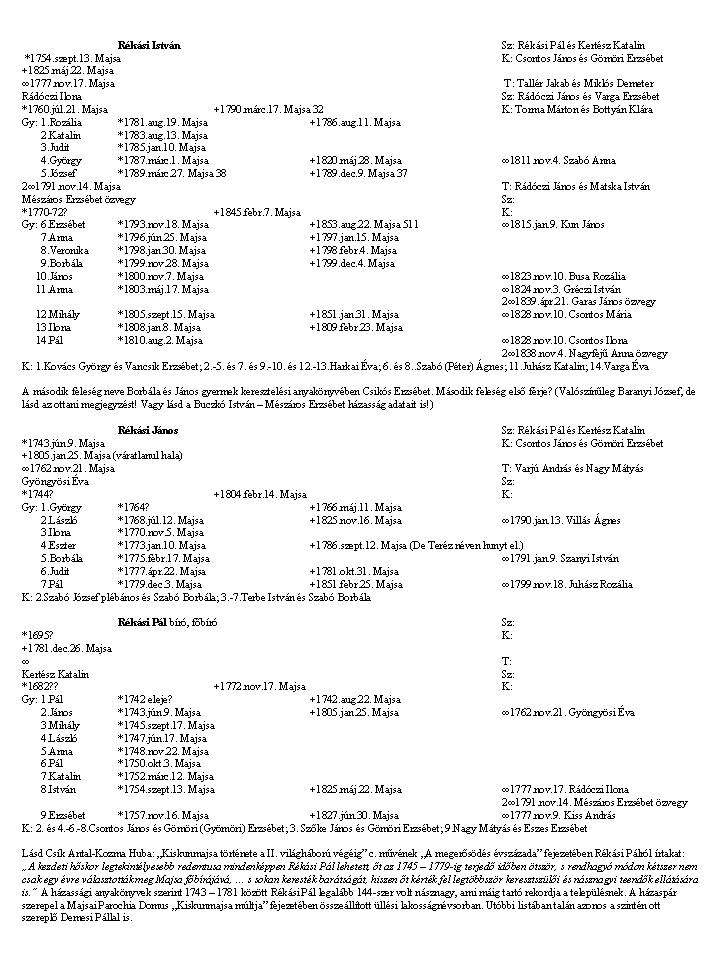
Három Rékási nevű személy cédulája.

Itt egy cédulán szereplő személy (a szerkezet követhetősége és mérete miatt a családot alapító férfi) minden ismert genealógiai (tehát szülei neve, saját születési/keresztelési, házasságkötési, halotti adatai, gyermekei neve, azok születési, házasságkötési és halotti) adata szerepel, melyet ki lehet egészíteni fényképpel, életrajzzal, a kutatás speciális adataival, névváltozatokkal, egyéb megjegyzésekkel. Az így könyvvé duzzadt cédulák sorát azután alfabetikus jegyzékbe rendezve lehet publikálni a kiegészítő indexekkel (Asszonynevek, Névváltozatok, Foglalkozás, Kekulé szám, Származási hely szerint), és – igényesség szerint – egyéb Mellékletekkel (Bevezetés, Tartalomjegyzék, Forrásanyagok jegyzéke, A kutatási módszertan és eljárás leírása, Rövidítések jegyzéke, Családtörténeti összefoglaló, Jelmagyarázat, a korabeli dokumentumok kópiái, Településtörténet, Térkép- és Fotótár, CD-DVD melléklet stb.) Létrehozásához elegendő egy általános szövegszerkesztő (pl. Microsoft Word) ismerete is, de használhatók a nyomdai tördelést is elvégző könyvíró programok. Nyilvánvaló hátrányai miatt ma már nem életszerű kézzel írott publikációról beszélni.
Családtörténeti könyv jellemzői
- Az egy személyhez rendelt adatok jól rendezetten elkülönülnek, követhetőek, s kiolvasható belőlük mind a le-, mind a felmenői útvonal. Azaz bármely személy elsőfokú rokonát a nála szereplő információk birtokában meg lehet találni a könyvben, nem kell elsőfokú rokonkeresésre az aggregátumokat használni. Ez a feltétele annak, hogy „jól el lehessen menni” az adatokon.
- Az egyes személyekhez rendelt adatok teljesek, ha tartalmazzák a genealógiai hármas alapadatok mindegyikét (születés/keresztelés; házasságkötések/válások; halálozás, keresztszülők, házassági tanúk), válaszolnak a „mikor”, „hol”, „mely vallás szerint” a halálozás esetében a „miért”, valamint a „foglalkozása” kérdésekre. (A házassági tanúk és a keresztszülők önmagukban nem alkalmasak személyazonosításra, azonban az anyakönyvek feldolgozása során segítséget nyújthatnak az azonos nevű személyek elkülönítésében.)
- Minden adat tekintetében utalás történik az adatok forráshelyére.
- Tartalmazza a jelzett mellékleteket, indexeket.
  - A Bevezető ismerteti a kutatással kapcsolatos információkat (kutatás indikációja, ideje, intervalluma, módszertana, helye(i), a kutató személye, forrásanyagok, specialitások stb.)
- Rögzíti az egy-egy adat felkutatására tett sikertelen erőfeszítéseket, bizonytalanságok okát is.
  - Utólagos kiegészítésekre mód van (törzsanyagba és az indexekbe is).
  - A nemzetközi szakirodalomban megszokott jelzésrendszert használja.

Előnye:
- Elkészítése nem kíván speciális szakismereteket.
- Tetszés szerint sokszorosítható akár digitálisan, akár nyomtatásban, emiatt többszörösen örökíthető.
- Nincsenek terjedelmi korlátok.
- Igényes kötésben időtálló, szép ajándék is lehet.
- Nagyrészt saját erőből elkészíthető: a kutatások befejezése és a gépelés után csak a (megfizethető) kötetezéshez kell külső segítséget igénybe venni.
- Teljes mértékben szolgálja a gyökerekkel részletekig történő megismertetés eszméjét, azaz a leginformatívabb publikációs forma.
- A jól megszerkesztett és logikusan csoportosított adathalmazban való szörfözés intellektuális örömet nyújt.
- Elkészítéséhez használható a két leggyakrabban használt és legáltalánosabban ismert program: a Word szövegszerkesztő és az Excel táblázatkezelő, de más rendszerű szövegszerkesztők (Linux stb), vagy akár adatbázis-kezelő programok is. Azaz szerkesztéskor az alkalmazott program képességeinek erejéig kihasználhatók a digitális világ előnyei.
- Alkalmas helyekre bekötött üres lapokkal a kiadást követően a családba születő vagy a családhoz házasodó új személyek legalább két generációig utólag is (kézzel) beemelhetők a családfába.

Hátránya
- A családnak készített kéziratnak nincsenek egy felelős kiadó által kikényszerített terjedelmi, stilisztikai vagy időbeli korlátai. A kutatás életformává rögzülésével, minden családi apróság részletes leírásával és magyarázatával egy részeire eső befejezetlen irathalmaz maradhat az utódokra.
- Ősvégjegyzék

Az ősvégjegyzék (németül Ahnenspitzenlisten) az ősfa ágainak kutatási holtpontjain szereplő személyek alfabetikus összegzése. A táblázatos forma első rekordja egy római szám/arab szám kód. A római szám a generáció szintje, az arab szám az egyén Kekulé száma. A következő rekord az illető neve, amit az első róla ismert adat (évszám és/vagy helységnév) követ. Az összeállított ösvégjegyzék a hozzáértőnek megmutatja a családfa idő- és térbeli kiterjedtségét, s a holtpontról való továbblépés lehetőségeit, más családfák lehetséges közös pontjait.
| Ősszám (A generáció szintje / Kekulé szám) | Név (családnév, keresztnév) | Az első ismert adatok | A genealógiai eseményhez kapcsolható hely neve |
| ------------------------------------------ | --------------------------- | --- | ---------------------------------------------- |
| VIII./294                                  | Auth Henrich                | kb.* 1741; 1Gy: *1762 Margaretha | Popovac (Horvátország)                         |
| VIII./344                                  | Badem Johann                | kb.*1770; ∞ Schosse Marianna; Gy: *1794                                                                                                   | Futog (Szerbia)                                |
| IX./921                                    | Balogh Katalin              | ∞ Nagy Ferenc; Gy: Ferenc Imre *1750.X.30.                                                                                                | Kiskunmajsa                                    |
| IX./698                                    | Flattinger Johann Adam      | ∞Schneider Magdalena; Gy: *1785.VII.23. Magdalena                                                                                         | Bački Gračac (Szerbia)                         |
| IX./890                                    | Focht Viti                  | kb.* 1694; ∞ … Barbara; Gy: kb. *1736 Barbara Margaretha ∞1759.II.26. Tain Leonard                                                        | Magyarszék                                     |
| VIII./428                                  | Fronebner Jacob             | kb.*1730; ∞ … Marianna; Gy: *1754.X.19. Maria Elisabetha; 2∞ 1768.IV.26. Vunderlich Anna Maria                                            | Barátúr                                        |
| V./46                                      | Gáspár István               | ∞ T. Szabó Mária; Gy:*1891.VIII.1. Julianna                                                                                               | Nagyigmánd                                     |
| VIII./390                                  | Hauser Andreas              | kb.* 1736; ∞ … Monica.; Gy: *1761 Adam | Kán                                            |
| X./1346                                    | Hennefreund Johann Hermann  | Gy.: kb.*1718 Magdalena | Apatin (Szerbia)                               |
| VIII./438                                  | Hergert Johann              | kb.*1718; ∞ … Anna Maria Elisabetha; Gy: 1759.I.01. Maria Elisabetha Barbara                                                              | Tekeres                                        |
| VI./71                                     | Scheuer Elisabeth           | kb.* 1803; 1Gy: *1823 Ban (Popovac, Horváto.)                                                                                             | Popovac (Horvátország)                         |
| IX./1344                                   | Taubner Philipp             | ∞ Schmidt Maria; Gy.: *1714.XII.7. Nicolaus                                                                                               | Bliesransbach (Németország, Saarvidék)         |
| VII./200                                   | Terczki Ferenc              | kb.* 1775; ∞Lucz Theresia; Gy: *1808.IX.11. Johann (Baptista)                                                                             | Battyánpuszta (ma Komló-Kisbattyán)            |
| IX./1000                                   | Varga István                | ∞ Varjú Erzsébet; Gy: Éva * 1749.VI.20.                                                                                                   | Kiskunmajsa                                    |
| VI./104                                    | Vetzl Johann Georg          | kb.* 1756-1765; ∞1786.II.7. Fuchs Anna, Gy: 1790.III.16. Franciscus Jacob; 2∞1791.IX.15. Zorn Barbara; 3∞ 1798.XI.27. Künstler Anna Maria | 16384-32767                                    |
| VIII./256                                  | Weber Peter                 | kb.* 1750; ∞ Stocz Anna Maria; Gy: 1769.II.26. Josef                                                                                      | Popovac (Horvátország)                         |
| stb.                                       |                             | |                                                |

### Adatbázis-kezelők, számítógépes szoftverek
A digitális világ számos programot biztosít a kutatóknak, melyek elvégzik a kutatás során felgyűlt adathalmaz kezelését, bemutatását. Ezek némelyike ingyenes, másokért fizetni kell. Egy-egy szoftvernek is újabb meg újabb változatait készítik el, melyekkel általában frissíteni lehet a már meglévő – és esetleg adatokkal feltöltött – programot. Az ingyenes programok vagy korlátozzák a kezelhető személyek számát, vagy kikerülhetetlen hirdetéseket is tartalmaznak. Gyakran egy fizetős program demo anyaga ingyenes a kipróbálási lehetőség érdekében. Máskor időkorláttal ingyenes egy-egy program, s csak a teljes szoftver megvásárlásával nyílik lehetőség ismét a programhasználatra. A jó szoftver ismérveit nehéz meghatározni, mert kinek-kinek igénye szerint kell döntenie egy-egy szoftver-tulajdonság fontosságáról.
- Kezelőfelülete felhasználóbarát.
- Kellő mennyiségben tárol egy személyhez képet, szöveget (életrajzot), filmet, okmányokat, hanganyagot stb.
- Egy kiválasztott képet alapértelmezettként kezel (ezt az adatfelvitel ill. –feldolgozás alatt is mutatja), a többit albumba tárolja.
- A családi képekhez hozzárendelhető a családi esemény ideje-helye, a résztvevők (a fotós) neve.
- Legalább öt nemzedék ábráját áttekinthetően elkészíti, s van mód azt átméretezni, feldarabolni, szerkeszteni.
- Generálja és kezeli a Kekulé számokat. Ősvesztések esetén eldönthetők a kieső számok.
- Egyedi azonosítót generál. Rendszerint a római számmal írt generációs szint száma és az arab számmal írt Kekulé szám szerepel / jellel elválasztva. Vannak azonban igények egyedi, 5-8 karakterből álló azonosítók létrehozására is.
- Egyedi genealógiai eseményeket is kezel. (incestusból, rokonházasságból vagy bigámiából származó utódok, korlátlan számú házasság stb.)
- Van születésnap/házassági évforduló figyelmeztetője, beépített öröknaptára.
- A származási helynevekhez kellő terjedelemben helytörténeti adat rögzíthető.
- Kezeli a polgári/felekezeti házasságkötések eltérő idejét-helyét, az élettársi kapcsolatot ill. válásokat.
- A nyomtatási paraméterek beállíthatók. (színek, méretek, lapszámkorlátozás stb.)
- Elfogadja a történelmi Magyarország minden nemzetisége nyelvének helyesírási követelményeit (pl. a vezeték- és keresztnevek sorrendje, ékezetes betűk, cirill- és gót német ABC stb.)
- Megjelenik (milyen mértékig, pl. a Súgó is?) az általunk kívánt nyelven. Magyar fejlesztésű szoftver még nem került piacra.
- Automatikusan készít honlapot.
- Gátolja az adatbeviteli hibákat. Pl. a senkivel összefüggésben nem lévő (függő) személy, születés-házasságkötés előtti elhalálozás, azonos neműek házassága stb. Az első generációs programok megakadályozták az ellentmondó adatok bevitelét. Ugyanakkor a sajátos korabeli felekezeti anyakönyv-vezetési szokások miatt gyakori, hogy egy újszülött későbbi időponttal került a keresztelési anyakönyvbe, mint a halottiba. A forráshű adatrögzítés ilyen esetben lehetetlenné vált. Ugyanakkor a családjogi törvény már lehetővé teszi az azonos neműek házasságát, élettársi kapcsolatát is. Ezért a modern programok csak figyelmeztetik az adatbevivőt a logikai hibára, de nem akadályozzák meg annak bevitelét.
- A munkaablak több darabra osztható, ezzel egy időben több családfa(ág) tanulmányozható.
- A megjelenő felületek testre szabhatók. (háttérkép, betűszínek, ikonok mérete-megjelenése, keretezés, nemek színének elkülönítése, egyéb egyéni ötletek megvalósítása stb.
- Indexeket készít.
- Statisztikai sorokat készít és prezentál (adatsor, diagram). Pl.: átlagéletkort, házasságkötés-kori kort, korcsoportos halandóságot (mindezeket nemek szerint is), leggyakoribb/legkevésbé gyakori keresztnevek – foglalkozást – betegséget – halálokot stb.
- Megfizethető. Legdrágább az ingyenes, mert az adatbevitellel járó energia könnyen kárba vész, ha a korlátozott képességű program elégedetlenséget szül. Tájékozódni kell a nyújtott szolgáltatásokról, a drágább termékek (100$ felett) igényesek, s rendszerint különböző szolgáltatásokkal (ingyenes frissítések küldése, településkereső program stb.) ösztönzik a vásárlást.

Előnye:
- Az adatokat csak egyszer – egy személyi kartonon, kérdőíven, „cédulán” – kell rögzíteni. Módosításokat is itt, egy helyen lehet végrehajtani.
- A kutató egyetlen feladata a program adatokkal történő feltöltése.
- Bővíthető (születések, házasságok), már kész adatbázissal egybefűzhető, (részben vagy egészben) más adatbázisnak átadható. Lehetővé válhat ezzel nagy nemzetség vagy egy település teljes adatállományának egy adatbázison belüli kezelése.
- Rögzített adatállományokat egy közös szabvány (leggyakrabban a GEDCOM = GEnealogi Data COMmunication,[43] vagy más, pl.: XML = eXtensible Markup Language[44]) egységesíteni képes, azaz elvileg mindegy, milyen program rögzíti az adatokat, „átjárhatók” egymással a szoftverek, importálhatók-exportálhatók az (azonos szabványban rögzített) adatok.
- A digitális média minden prezentációs eszközével és lehetőségével közzétehető, bemutatható.
- A szoftverek használata általában nem igényel speciális számítástechnikai ismereteket. (Kivéve az adatbázis-kezelő programok – pl. Microsoft Access – használata.)

Hátránya:
- Nincs omnipotens program. Mindenkinek saját igénye, lehetősége és kompromisszumkészsége szerint kell szoftvert választania. Emiatt több szoftverrel meg kell ismerkedni, s ez időigényes.
- Használata, átörökítése, bemutatása mindenkor feltételez egy kéznél lévő, működőképes és az adott szoftvert felismerő számítógépet.
- A kutatók, különösen az internet világát kevésbé ismerő idősebbek tartózkodnak a web világ korlátlan felhasználási szabadságára bízni a nehezen megszerzett eredményeket. Az ellenérzés oka a félelem, miszerint a sok éves-évtizedes kutatásaik eredményét néhány kattintással üzleti céllal felhasználhatják mások.

Néhány program a teljesség igénye nélkül.
- GenoPro;[45] Legacy;[46] Great Family;[47] WinFamily;[48] Agelong Tree;[49] WinAhnen;[50] MyHeritage;[51] Reunion 9;[52] Ancestral Quest;[53] stb.